# Marco De Marchi (Naturforscher)

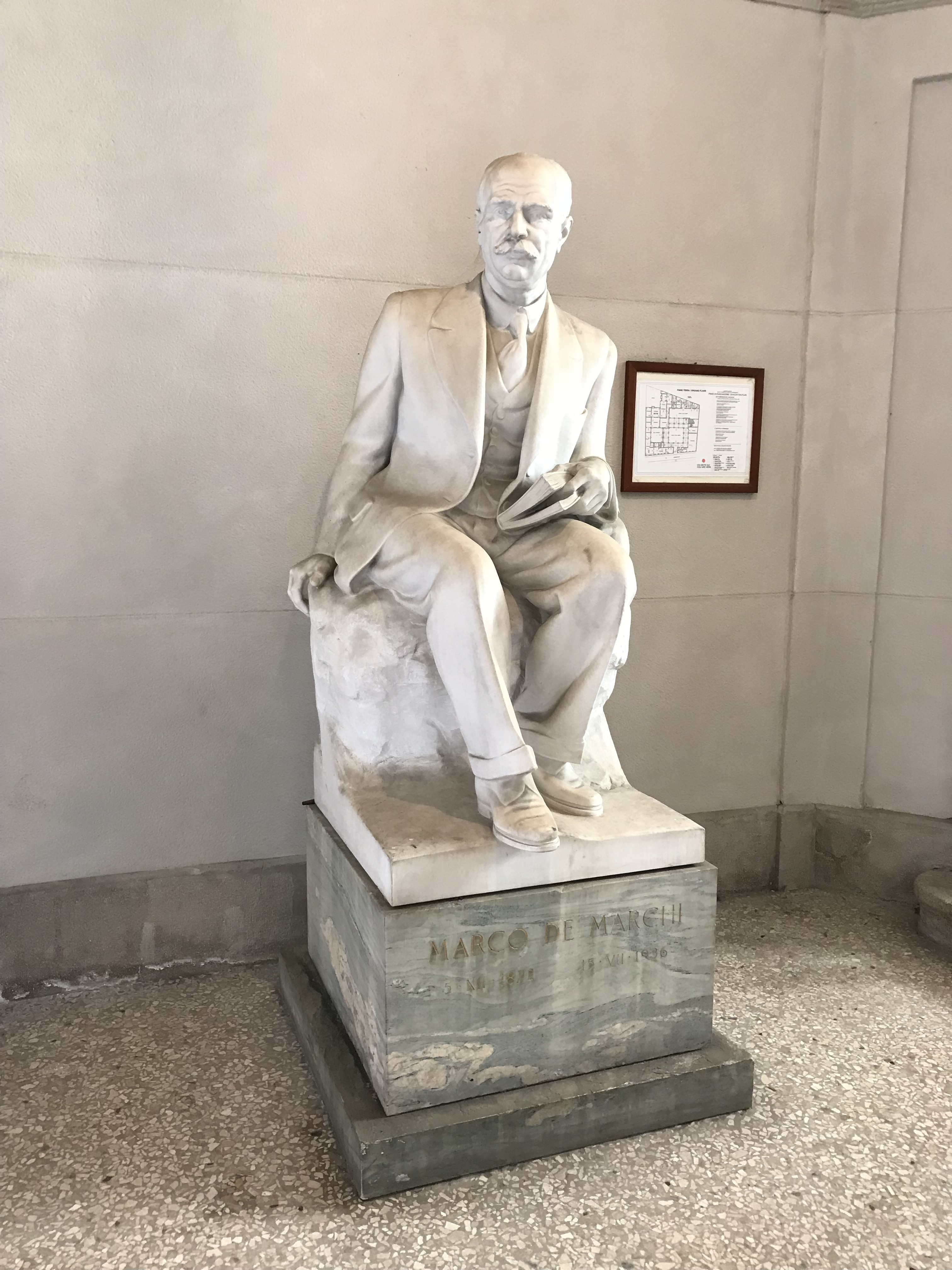
Statue von Marco de Marchi im Innenhof des Palazzo Moriggia in Mailand

Marco De Marchi (* 5. Dezember 1872 in Mailand; † 15. Juli 1936 in Varenna) war ein italienischer Naturforscher, Philanthrop und Unternehmer.

## Leben
Sein Vater Demetrio De Marchi stammte aus einer wohlhabenden Familie aus Astano in der Schweiz und hatte sein Vermögen in Buenos Aires in der chemischen Industrie gemacht. Aus seiner Ehe mit Giuditta Rizzardi gingen drei Kinder hervor: Vittore, Marco und Adelina, die Finanziererin und Gründerin der Kinderklinik De Marchi in Mailand.
Nach dem Tod seines Vaters brach er 1893 sein wissenschaftliches Studium an der Universität Pisa ab, um sich der Leitung der Familienbetriebe in Argentinien zu widmen. In dem südamerikanischen Land setzte er seine wissenschaftlichen Studien als Amateur fort und interessierte sich besonders für  Kolibris. Später nahm er sein Studium wieder auf und schloss es 1901 in Pavia mit einer Arbeit mit dem Titel Die Kolibris Argentiniens ab, in der er nicht nur die biologische Klassifizierung der Trochilidenarten aktualisierte und erweiterte, sondern sich auch ausführlich mit der Ethologie der Kolibris (Balz, Ernährung, Gesang usw.) und der Rolle dieser kleinen Vögel in der Kultur und Folklore der aztekischen Völker befasste.
In den folgenden Jahren widmete er sich, angeregt durch die Vorlesungen von Pietro Pavesi, dem Studium des Planktons und der Seefauna und richtete in seiner Villa in Pallanza ein Labor ein.
De Marchis Bedeutung liegt nach wie vor in seiner Tätigkeit als Mäzen: Er finanzierte wissenschaftliche Gesellschaften, wissenschaftliche Expeditionen, wissenschaftliche Veröffentlichungen, Bibliotheken, Museen, Stipendien usw. Er vermachte dem Staat das Hydrobiologische Institut in Pallanza, die Villa Monastero in Varenna, die Krankenpflegeschule Principessa Iolanda in Mailand, das Museum des Risorgimento in der Via Borgonuovo in Mailand, den Alpinen botanischen Garten Chanousia, die Marco e Rosa-Hütte und vieles mehr. Er bekleidete öffentliche Ämter und engagierte sich in zahlreichen kulturellen und wissenschaftlichen Vereinigungen:
- Kommissar für die italienisch-europäischen Beziehungen im Bereich Fischerei und Aquakultur.
- Präsident der Società Lariana di Pesca e Acquicoltura.
- Mitglied des Consorzio Interprovinciale per la Tutela della Pesca für die Provinzen Como und Sondrio.
- Präsident der Italienischen Gesellschaft für Naturwissenschaften (über zwanzig Jahre lang).
- Vorsitzender des Aufsichtsrats (als Vertreter des Podestà) des Mailänder Stadtmuseums.
- Mitglied des Nationalen Konsortiums für den Gran-Paradiso-Park, in Vertretung Seiner Exzellenz des Ministers für nationale Bildung.
- Vizepräsident der Mailänder Sektion des Dante Alighieri.
- Mitglied des Rates der Sektion Mailand des Italienischen Roten Kreuzes.
- Ratsmitglied des italienischen Touring Clubs.
- Mitglied des Komitees für den Schutz der italienischen Landschaft.
- Vorsitzender des Ausschusses für das Alpendorf des italienischen Touring Clubs.
- Ratsmitglied des italienischen Alpenvereins.
- Vorsitzender der wissenschaftlichen Kommission des italienischen Alpenvereins, Sektion Mailand.
- Mitglied des Aufsichtsrates der Universität Mailand.
- Mitglied des Istituto Lombardo Accademia di Scienze e Lettere.
- Ratsmitglied seit der Gründung und dann Präsident der Opera Pia Pro Orfani Infanti.

Lino Vaccari, ein enger Freund von ihm, widmete ihm eine alpine botanische Art, Epilobium demarchianum, eine Hybride der Gattung Epilobium, die im Alpinen botanischer Garten Chanousia entstand.
Er war auch ein bedeutender Philatelist. Die Sammlung wurde von seiner Frau Rosa Curioni testamentarisch dem Museo del Risorgimento in Mailand vermacht, das sie noch heute aufbewahrt. 2017 wurde das vom italienischen Philatelistenverband unterstützte Erweiterungsprojekt abgeschlossen und präsentiert: Das gesamte Material, bestehend aus 103 Alben, im Internet frei zugänglich.
Marco De Marchi ruht auf dem Monumentalfriedhof von Mailand.